# Seznam ministrů zahraničního obchodu Československa
Toto je seznam ministrů zahraničního obchodu Československa, který obsahuje chronologický přehled všech členů vlád Československa působících v tomto úřadu (včetně ministrů zasedajících v těchto vládách pod odvozenými oficiálními názvy rezortu, jako ministr pro zahraniční obchod)

## Ministři zahraničního obchodu  první československé republiky 1918–1938
| #  | Jméno           | Fotografie          | Strana    | Vláda                              | Funkční období                            | Poznámky                                         |
| -- | --------------- | ------------------- | --------- | ---------------------------------- | ----------------------------------------- | ------------------------------------------------ |
| 1. | Rudolf Hotowetz |                     | nestraník | 2. vláda V. Tusara                 | 25. května 1920 – 15. září 1920           | Ministr zahraničního obchodu                     |
| 1. | Rudolf Hotowetz | 1. vláda J. Černého | nestraník | 15. září 1920 – 26. září 1921      | Správce ministerstva zahraničního obchodu |                                                  |
| 2  | Ladislav Novák  |                     | ČsND      | vláda E. Beneše 1. vláda A. Švehly | 26. září 1921 – 19. ledna 1922            | Ministr zahraničního obchodu. Pak rezort zrušen. |

## Ministři zahraničního obchodu poválečného Československa
| # | Jméno             | Fotografie | Strana | Vláda                                                                 | Funkční období                    | Poznámky                     |
| - | ----------------- | ---------- | ------ | --------------------------------------------------------------------- | --------------------------------- | ---------------------------- |
| 1 | Hubert Ripka      |            | ČSNS   | 1. vláda Z. Fierlingera 2. vláda Z. Fierlingera 1. vláda K. Gottwalda | 4. dubna 1945 – 25. února 1948    | Ministr zahraničního obchodu |
| 2 | Antonín Gregor    |            | KSČ    | 2. vláda K. Gottwalda vláda A. Zápotockého                            | 25. února 1948 – 2. prosince 1952 | Ministr zahraničního obchodu |
| 3 | Richard Dvořák    |            | KSČ    | vláda A. Zápotockého a V. Širokého 2. vláda V. Širokého               | 2. prosince 1952 – 17. ledna 1959 | Ministr zahraničního obchodu |
| 4 | František Krajčír |            | KSČ    | 2. vláda V. Širokého 3. vláda V. Širokého                             | 17. ledna 1959 – 5. ledna 1963    | Ministr zahraničního obchodu |
| 5 | František Hamouz  |            | KSČ    | 3. vláda V. Širokého vláda J. Lenárta                                 | 5. ledna 1963 – 8. dubna 1968     | Ministr zahraničního obchodu |
| 6 | Václav Valeš      |            | KSČ    | 1. vláda O. Černíka                                                   | 8. dubna 1968 – 31. prosince 1968 | Ministr zahraničního obchodu |

## Federální ministři zahraničního obchodu Československa
| # | Jméno                | Fotografie | Strana | Vláda                                                             | Funkční období                       | Poznámky                                                   |
| - | -------------------- | ---------- | ------ | ----------------------------------------------------------------- | ------------------------------------ | ---------------------------------------------------------- |
| 1 | Ján Tabaček          |            | KSS    | 2. vláda O. Černíka                                               | 1. ledna 1969 – 29. září 1969        | Ministr zahraničního obchodu                               |
| 2 | František Hamouz     |            | KSČ    | 3. vláda O. Černíka                                               | 29. září 1969 – 28. ledna 1970       | Ministr zahraničního obchodu                               |
| 3 | Andrej Barčák        |            | KSS    | 1. vláda L. Štrougala 2. vláda L. Štrougala 3. vláda L. Štrougala | 28. ledna 1970 – 17. června 1981     | Ministr zahraničního obchodu                               |
| 4 | Bohumil Urban        |            | KSČ    | 4. vláda L. Štrougala 5. vláda L. Štrougala                       | 17. června 1981 – 21. prosince 1987  | Ministr zahraničního obchodu                               |
| 5 | Jan Štěrba           |            | KSČ    | 5. vláda L. Štrougala 6. vláda L. Štrougala vláda L. Adamce       | 28. prosince 1987 – 3. prosince 1989 | Ministr zahraničního obchodu                               |
| 6 | Andrej Barčák mladší |            | KSS    | vláda L. Adamce1. vláda M. Čalfy                                  | 3. prosince 1989 – 27. června 1990   | Ministr zahraničního obchodu                               |
| 7 | Slavomír Stračár     |            | VPN    | 2. vláda M. Čalfy                                                 | 27. června 1990 – 21. srpna 1990     | Ministr zahraničního obchodu                               |
| 8 | Jozef Bakšay         |            | VPN    | 2. vláda M. Čalfy                                                 | 25. ledna 1991 – 2. července 1992    | Ministr zahraničního obchodu                               |
| 9 | Jan Stráský          |            | ODS    | Vláda J. Stráského                                                | 2. července 1992 – 29. října 1992    | Ministr pověřený řízením ministerstva zahraničního obchodu |